# Paul Van Acker
Paul Van Acker (Gent, 2 april 1849 - aldaar, 10 januari 1907) was een Belgisch industrieel.

## Levensloop
Van Acker was de schoonzoon van Franciscus Vanden Broecke, die in Gent een katoendrukkerij had opgericht. Zelf werd hij in 1890 de enige eigenaar van dit bedrijf, dat intussen was uitgebreid met een spinnerij en een weverij. In 1898 werd hij ook afgevaardigd bestuurder van de Filature de Royghem, een katoenfabriek opgericht door de Gentse burgemeester Emile Braun. 
Daarnaast zetelde Van Acker ook in de Oost-Vlaamse provincieraad, van 1886 tot 1892.
In 1971 sloot de fabriek van Van Acker de deuren. Een deel van het gebouw, waaronder het ketelhuis en de vierkante schoorsteen, werd beschermd als monument. De rest van de site maakte plaats voor de sociale woonwijk Hof ter Walle.